# Закшевець
Закшевець (пол. Zakrzewiec, нім. Vogelsang) — село в Польщі, у гміні Бранево Браневського повіту Вармінсько-Мазурського воєводства.
Населення — 97 осіб (2011).
У 1975-1998 роках село належало до Ельблонзького воєводства.

## Демографія
Демографічна структура станом на 31 березня 2011 року:
|          | Загалом | Допрацездатний вік | Працездатний вік | Постпрацездатний вік |
| -------- | ------- | ------------------ | ---------------- | -------------------- |
| Чоловіки | 48      | 10                 | 34               | 4                    |
| Жінки    | 49      | 14                 | 27               | 8                    |
| Разом    | 97      | 24                 | 61               | 12                   |